# GLAAD Media Awards 2016
La 27ª edizione dei GLAAD Media Awards si è tenuta nel 2016.
Le candidature sono state annuncaite il 27 gennaio 2016. Le cerimonie di premiazione hanno avuto luogo al Beverly Hilton Hotel di Los Angeles il 2 aprile ed al Waldorf-Astoria Hotel di New York il 14 maggio.
La cantante statunitense Demi Lovato si è esibita con il suo singolo Stone Cold durante la cerimonia tenutasi a Los Angeles.

## Los Angeles

### Vanguard Award
- Demi Lovato [7]

### Stephen F. Kolzak Award
- Ruby Rose [7]

### Miglior reality show
- I Am Cait
- I Am Jazz
- New Girls on the Block
- The Prancing Elites Project
- Transcendent

### Miglior film per la televisione o miniserie
- Bessie
- Banana
- Cucumber

### Miglior serie drammatica
- Sense8
- Arrow
- Black Sails
- Empire
- The Fosters
- Grey's Anatomy
- Le regole del delitto perfetto (How to Get Away With Murder)
- Nashville
- Orphan Black
- Shameless

### Miglior film della grande distribuzione
- Carol, regia di Todd Haynes
- The Danish Girl, regia di Tom Hooper
- Dope - Follia e riscatto (Dope), regia di Rick Famuyiwa
- Freeheld - Amore, giustizia, uguaglianza (Freeheld), regia di Peter Sollett
- Grandma, regia di Paul Weitz

### Miglior serie commedia
- Transparent
- Brooklyn Nine-Nine
- Faking It - Più che amiche (Faking It)
- Grace and Frankie
- Looking
- Master of None
- Modern Family
- Orange Is The New Black
- Please Like Me
- Vicious

### Miglior documentario
- Kumu Hina
- Limited Partnership
- Mala Mala
- Tab Hunter Confidential
- Tig

### Miglior soap opera drammatica
- Beautiful (The Bold and the Beautiful)

### Miglior cantante
- Troye Sivan
- Brandi Carlile
- Miley Cyrus
- Adam Lambert
- Le1f

### Miglior fumetto
- Lumberjanes
- Angela: Queen of Hel
- Harley Quinn
- Midnighter
- The Wicked + The Divine

### Miglior episodio talk show
- “Alison Bechdel” - Late Night With Seth Meyers
- “Aydian Dowling” - The Ellen DeGeneres Show
- “Janet Mock” - Super Soul Sunday
- “Jazz Jennings” - The Meredith Vieira Show
- “Transgender Rights” - Last Week Tonight With John Oliver

## New York

### Ally Award

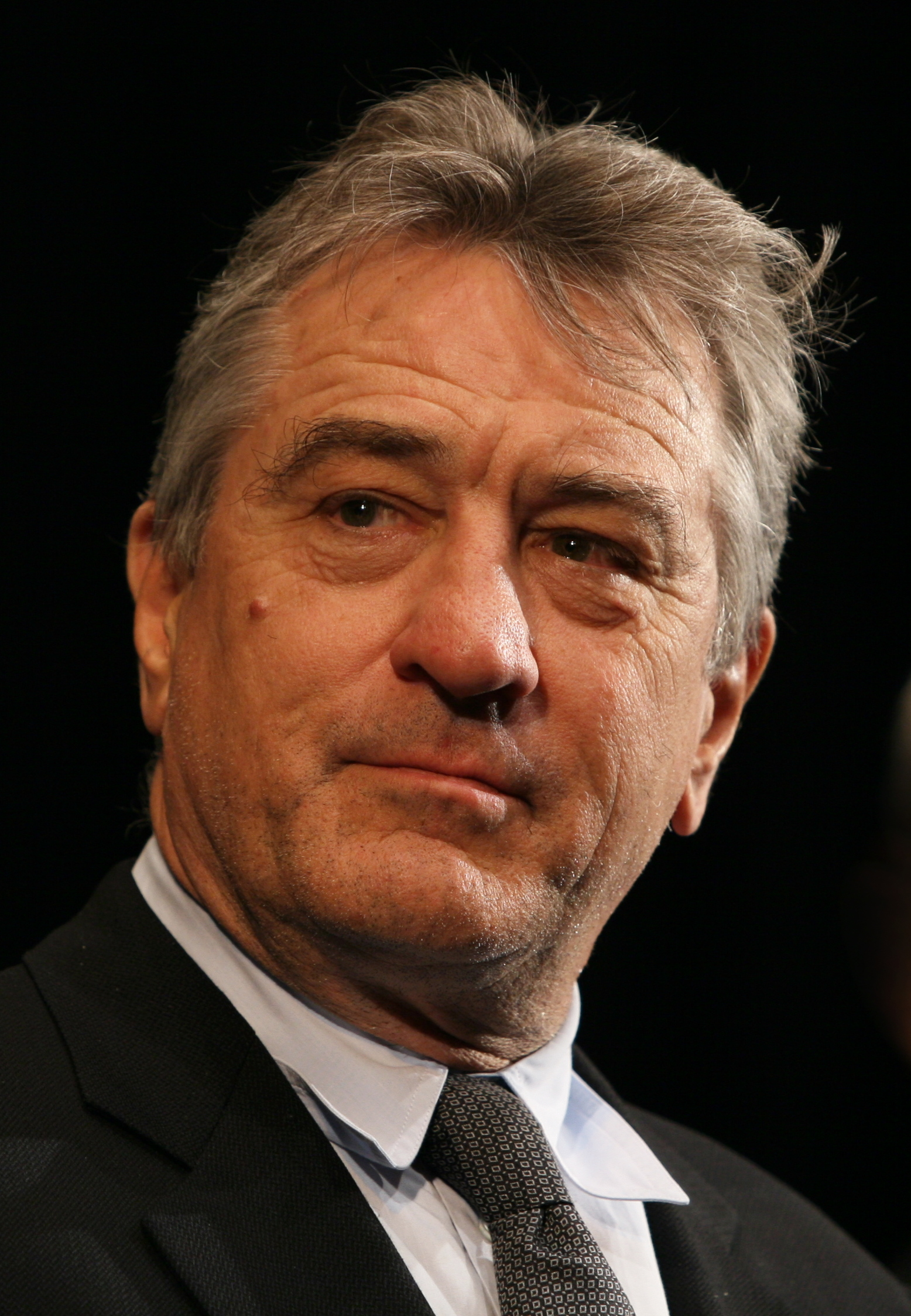
Robert De Niro ha ricevuto l'Excellence in Media Award alla cerimonia di New York.

- Mariah Carey [8][9]

### Excellence in Media Award
- Robert De Niro [10]

### Miglior film della piccola distribuzione
- Tangerine
- 52 Tuesdays
- Appropriate Behavior
- Boy Meets Girl
- Drunktown’s Finest

### Miglior articolo giornalistico digitale
- “This Is What It’s Like to Be an LGBT Syrian Fleeing for Your Life” - J. Lester Feder, Buzzfeed.com
- “How the Killing of a Trans Filipina Woman Ignited an International Incident” - Meredith Talusan, Vice.com
- “The Faces of Transgender Teen America” - David Yi, Mashable.com
- “The Ky Peterson Saga” - Mitch Kellaway and Sunnivie Brydum, Advocate.com
- “This Tiny Clinic Is Fighting for Trans Patients Illegally Denied Medical Care” - Jennifer Swann, TakePart.com

### Miglior episodio serie TV
- “The Prince of Nucleotides" - Royal Pains
- “Gender” - The Carmichael Show
- “Please Don’t Ask, Please Don’t Tell” - Black-ish
- “Rock-a-Bye-Baby” - NCIS: New Orleans
- “We Build, We Fight” - NCIS - Unità anticrimine (NCIS)

### Miglior servizio giornalistico TV
- “Interview With Jim Obergefell” - Anderson Cooper 360
- “Mary Bonauto on Her SCOTUS Victory” - The Rachel Maddow Show
- “Nicholas Coppola: Gay & Catholic” - America Tonight
- “Pushing for Equality for Transgender People” - Melissa Harris-Perry
- “Toddler Plays Role in Marriage Equality Case” - MSNBC Live With Thomas Roberts

### Miglior articolo di una rivista
- “Behind Brazil’s Gay Pride Parades, a Struggle With Homophobic Violence” - Oscar Lopez, Newsweek
- “The First Black Trans Model Had Her Face on a Box of Clairol” - Jada Yuan and Aaron Wong, New York
- “Gus Kenworthy’s Next Bold Move” - Alyssa Roenigk, ESPN The Magazine
- “Just Your Average (Transgender) Teen” - Andrea Stanley, Seventeen
- “Pride & Prejudice” - Linda Villarosa, Essence Magazine

### Miglior giornalismo TV
- “Bruce Jenner: The Interview” - 20/20
- “The Courage Game” - SportsCenter
- “Dividing the United Methodist Church” - To the Contrary
- “Showdown in Indiana: The Battle Over Religious Rights” - CNN Special Report
- True Life: I’m Genderqueer

### Miglior rivista
- Cosmopolitan
- The Advocate
- Seventeen
- Time
- Variety

### Miglior articolo di giornale
- “Cold Case: The Murders of Cosby and Jackson” - Dianna Wray, Houston Press
- “Gay and Transgender Catholics Urge Pope Francis to Take a Stand” - Laurie Goodstein, the New York Times
- “Meet Dr. Levine, the State’s Top Doc” - Michael A. Fuoco, Pittsburgh Post-Gazette
- “Navy’s First Openly Gay SEAL Builds His Life Anew” - David Zucchino, Los Angeles Times
- “Transgender Today” (serie) - the New York Times

### Miglior articolo giornalistico digitale - Mutimedia
- “Stopping HIV? The Truvada Revolution” - Vice Reports, Vice.com
- “Freed Trans Woman Ashley Diamond on Life Behind Bars in Men’s Prison” - HuffPost Live, HuffingtonPost.com
- “Holler If You Hear Me: Black and Gay in the Church” - Clay Cane, BET.com
- “Queerness on the Front Lines Of #BlackLivesMatter” - MSNBC Originals, MSNBC.com
- “Transgender, at War and in Love” - Fiona Dawson, NewYorkTimes.com